# Arquitectura caldea
La arquitectura caldea o neobabilónica se refiere a aquella empleada en las regiones de la baja Mesopotamia, en torno a la ciudad de Babilonia. Como monumentos más antiguos se encuentran las primitivas torres de plataformas escalonadas que quizás sirvieron de modelo a las más antiguas pirámides egipcias[cita requerida] como se aprecia por la semejanza de su estructura. Y aunque las ruinas de los monumentos arquitectónicos explorados en Mesopotamia no son tan antiguos como las pirámides de Egipto, otros vestigios diferentes y restos de la civilización hallados en aquellas regiones parecen acusar mayor antigüedad que los de las orillas del Nilo, especialmente, las inscripciones ideográficas que se conservan en el Museo Británico. 

## Contexto histórico

Mapa del Oriente Medio hacia el año 600 a. C. Esta fecha estuvo marcada por la reciente desaparición del Imperio neoasirio y su reparto entre caldeos y medos así como la victoria del monarca caldeo, [Nabucodonosor II] ante los egipcios, consiguiendo así el control de toda la región de Canaán.

Los dos grandes imperios, el caldeo y el asirio, que fueron sucediéndose en la antigua región del Tigris y el Éufrates, dieron a origen a dos civilizaciones también diferentes y sucesivas aunque en el arte estuvieron muy hermanadas por copiarse mutuamente las formas. El primer imperio tuvo al principio su asiento en diferentes ciudades de Caldea que si no guardaban unidad política, respetaron al fin la hegemonía de la célebre Babilonia y el segundo, en Asiria, siendo por último su capital la famosa Nínive. Destruida esta ciudad por el medo Ciájares, renació el Imperio caldeo con Nabopolasar y tuvo su período más brillante con Nabucodonosor II, hijo de éste para terminar con la toma de Babilonia por los persas. La arquitectura asirio-caldea estuvo muy lejos de alcanzar la perfección que tuvo la egipcia y a pesar de las repetidas excavaciones que se han sucedido, no se ha llegado a tener un conocimiento perfecto de ella debido a la debilidad de su material constructivo y en vista del estado lamentable de las ruinas. La época mejor conocida en el terreno arquitectónico es la del Imperio asirio, sobre todo, con la exploración de los palacios de Nimrud y Nínive.
Establecido el primer Imperio en la baja Mesopotamia, donde no se encuentra piedra para construcción, pero sí excelente arcilla para elaborar adobes y ladrillos, el arte caldeo empleó estos materiales, simplemente endurecidos al sol o cocidos al horno, según la robustez que exigiera el edificio. Se han hallado gran cantidad de estos ladrillos que son de extraordinario tamaño y tienen varios de ellos forma de dovela o de cuña, para conformar la construcción de arcos: unos y otros se disponían en aparejo regular, unidos con asfalto, arcilla o morteros cementantes.

## Construcciones características

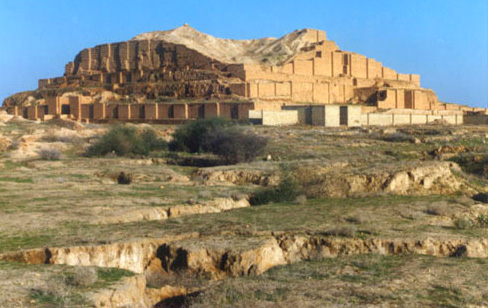
Restos del zigurat Dur-Untash, o Choqa zanbil, construido en el por Untash Napirisha, es uno de los zigurats mejor conservados. Se encuentra cerca de Susa, Irán. En él se observa el modelo arquitectónico de los zigurats, formados mediante la superposición de plataformas que se van estrechando desde la base.

Las construcciones más notables del arte caldeo en esta primera época del imperio, además de las murallas y canales de regadío que en ella se comenzaron, son las torres llamadas zigurats que servían de templos y de tumbas. Hubo también palacios y castillos que se han estudiado en menor medida.
Las torres eran colosales edificios de forma piramidal escalonada (de cinco a siete mesetas) en cuya plataforma superior se elevaba un pequeño templete, donde se colocaba el ídolo o tal vez el observador, pues dichas torres tenían el carácter de templos y acaso de observatorios astronómicos. Los cuatro ángulos de la torre, elevada siempre sobre algún terraplén o explanada artificial, se hallaban orientados en dirección a los cuatro puntos cardinales; las plataformas comunicaban entre sí por graderíos exteriores o por suaves rampas y cada uno de los cuerpos de la torre se distinguía por el color de los ladrillos de que estaba fabricado simbolizando de esta suerte los siete astros del sistema planetario (el Sol, la luna y los cinco planetas entonces conocidos) o bien las siete zonas o esferas que suponían en el universo. 
Las tumbas, según se han hallado en la extensa necrópolis de Warka son colinas artificiales (desde unos veinte siglos a. C.) en cuyo interior se encuentran grandes ataúdes o cajas mortuorias de arcilla colocadas unas sobre otras o mediando hiladas de ladrillo hasta llegar a la altura de diez o quince metros y tanto en dicha localidad como en Mugheir se han descubierto cámaras funerarias de ladrillo hechas con bóveda falsa, conteniendo unas y otras, restos humanos y utensilios del difunto. 
Las ruinas principales de los monumentos caldeos se han estudiado en las antiguas ciudades de Zerghul o Sirpurla, Warka (el Erech de la Biblia), Larsam, Nipur, Sippara, Mugheir (antigua Ur, patria de Abraham) y Babilonia.